# Телеф (індо-грецький цар)
Телеф Евргет (Благодійник) (*Τήλεφος ὁ Εὐεργέτης, д/н — бл. 70 до н. е.) — індо-грецький цар у Гандхарі в 75 до н. е.—70 до н. е. роках.

## Життєпис
Напевне походив з династії Євтидемідів. Можливо, був сином царя Артемідора I. Водночас з материнського боку за однією з версією був саком, напевне, родичем вождя Маую. Останній після повалення Архебія у 80 році до н. е. наблизив Телефа до себе, а 75 року до н. е. зробив царем з огляду на те, що сам Маую мав титул цар царів. Телеф помер ще за життя Маую. Втім, за іншою версію, Телеф міг померти приблизно 60 року до н. е.
Відомий насамперед своїми драхмами та кількома срібними тетрадрахмами. На монетах зображено стоячих змій, на зворотньому боці богів Геліоса та Селени. На бронзових монетах Телефа зображено Зевса та людини зі списом або пальмовою гілкою. Відсутність зображення Телефа на монетах свідчить, на думку дослідників, про напівнезалежність, але не самостійний статус цього царя.